# Hasloch
Hasloch település Németországban, azon belül Bajorországban. Lakosainak száma 1431 fő (2023. december 31.). Hasloch Schollbrunn, Kreuzwertheim, Wertheim, Faulbach és Altenbuch községekkel határos.

## Népesség
A település népessége az elmúlt években az alábbi módon változott:
| Lakosok száma | 569  | 1073 | 1502 | 1403 | 1394 | 1387 | 1390 | 1388 | 1405 | 1431 |
|               | 1875 | 1950 | 1970 | 2011 | 2013 | 2014 | 2016 | 2019 | 2021 | 2023 |